# Леликівська волость
Леликівська волость — адміністративно-територіальна одиниця Ковельського повіту Волинської губернії Російської імперії. Волосний центр — село Леликове.
Сьогодні більша частина волості входить до складу Берестейської області Білорусі, окрім сіл Березники (Завсяття), Залухів, Мале Оріхове (Оріхове), Самари, Щитинська Воля, що входять до складу Волинської області України.
Станом на 1885 рік складалася з 10 поселень, 7 сільських громад. Населення — 5738 осіб (2909 чоловічої статі та 2829 — жіночої), 850 дворових господарства.
|                     | Площа, десятин | У тому числі орної, десятин |
| ------------------- | -------------- | --------------------------- |
| Сільських громад    | 18139          | 4015                        |
| Приватної власності | 4905           | 1162                        |
| Казенної власності  | 3388           | 50                          |
| Іншої власності     | 506            | 206                         |
| Загалом             | 26938          | 5433                        |

Основні поселення волості:
- Леликове — колишнє власницьке село при Орєховському водопровідному каналі, за 80 верст від повітового міста, 750 осіб, 104 двори; волосне правління, православна церква, католицька каплиця, школа постоялий будинок.
- Залухів — колишнє власницьке село при річках Турія, Прип'ять та Білоозерському водопровідному каналі, 190 осіб, 27 дворів, православна церква.
- Повіття — колишнє державне село при Оріхівському водопровідному каналі, 1210 осіб, 197 дворів, православна церква, школа, 2 постоялих будинки.
- Радостове — колишнє державне село при Білоозерському водопровідному каналі, 803 особи, 122 двори, православна церква, школа, постоялий будинок.
- Самари — колишнє державне село при озерах Луків та Брано, 1573 особи, 224 двори, 2 православних церкви, школа, постоялий будинок.
- Сваринь — колишнє державне село при Білоозерському водопровідному каналі, 313 осіб, 51 двір, православна церква.